# Claish

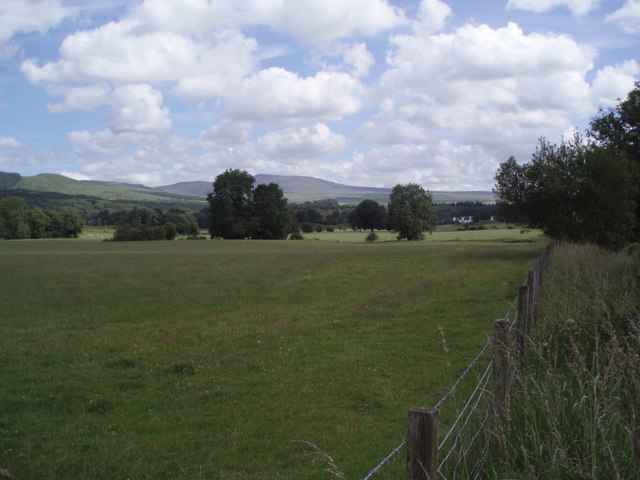
Claish Farm

Claish auf einem Acker 250 m südwestlich der namengebenden Farm, nahe dem River Teith, bei Callander in Stirling in Schottland gelegen, wurde auf Luftaufnahmen entdeckt. Ein rechtwinkliges, Nordost-Südwest orientiertes, neolithisches Holzhaus (ähnlich Balbridie Hall) durch Reihen eng beieinander liegender Pfostenlöcher markiert misst etwa 25,0 × 9,0 m.
Die Stirnwände sind abgerundet und es gibt eine Eintrittslücke in der Mitte der Südwestwand. Das Innere scheint durch sechs Reihen von Pfostenlöchern oder Gräben unterteilt zu sein.
Es wurde eine große Menge Keramik gewonnen, die als rundbasierte frühneolithische Ware identifiziert werden konnten. Fragmente von Quarz und ein Stück Arran-Pechstein wurden geborgen.
Der Gesamtmaßstab und die internen Anordnungen des Bauwerks entsprechen weitgehend denen von Balbridie in Kincardineshire (jetzt Aberdeenshire), obwohl unterschiedliche Bautechniken verwendet wurden, um die Ziele zu erreichen.